# Братья Гракхи

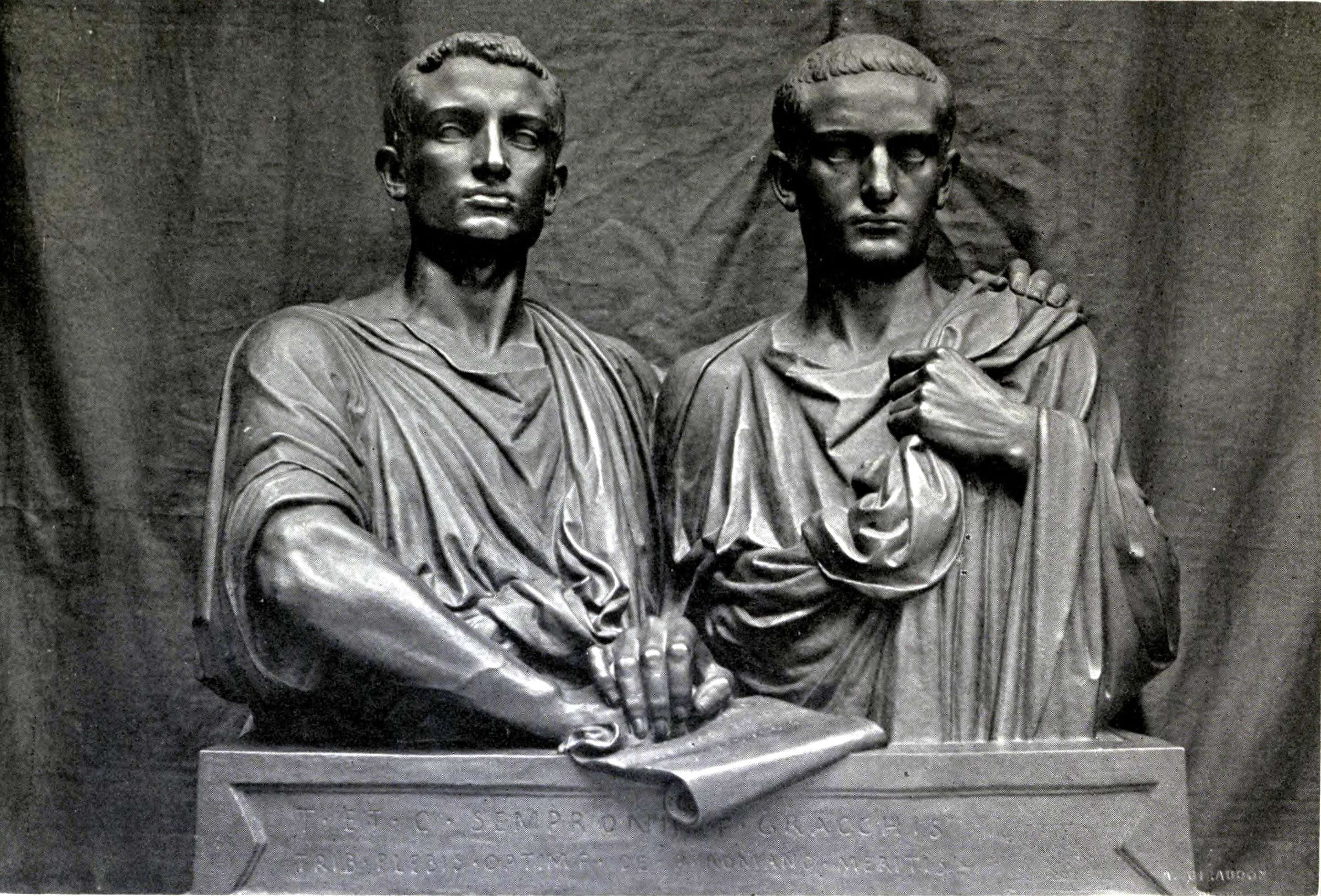
Эжен Гийом. Скульптура «Братья Гракхи» (1853 или 1847—1849, музей Орсе, Париж).

Братья Гракхи — устоявшееся обозначение двух известных древнеримских реформаторов:
- Тиберий Семпроний Гракх (лат. Tiberius Sempronius Gracchus, (ок. 163 года до н. э. — лето 133 года до н. э.) — древнеримский политический деятель, старший брат Гая Гракха, народный трибун (в должности с 10 декабря 134 года до н. э. до смерти).
- Гай Семпроний Гракх (лат. Gaius Sempronius Gracchus, 153—121 г. до н. э.) — древнеримский политический деятель, народный трибун, младший брат Тиберия Гракха.

По матери (Корнелии — дочери Сципиона Африканского) братья Гракхи примыкали к знатному и просвещенному кружку Сципионов, центру греческих идей и образованности, в котором обсуждались вопросы политического, экономического и социального характера в применении к существующему строю Римской республики. Женитьба обоих братьев на аристократках еще более скрепила их связи с влиятельной в политическом мире средой. Воспитанием своим и высокими стремлениями братья Гракхи обязаны в особенности матери, женщине благородной и просвещенной.
Тиберий Семпроний Гракх происходил из знатной семьи, участвовал в Третьей Пунической войне и осаде Нуманции. Вскоре после вступления в должность народного трибуна в декабре 134 года до н. э. выдвинул проект масштабной аграрной реформы, предполагавшей ограничить пользование общественной землёй (ager publicus) крупнейшими арендаторами. Излишки земли, возвращённые в государственную собственность, он предложил разделить между беднейшими крестьянами, чтобы поддержать социальную базу римской армии и ограничить люмпенизацию населения. Решительными действиями Тиберий преодолел сопротивление многочисленных оппонентов, в начале 133 года до н. э. добился утверждения закона и организовал комиссию по перераспределению земли, которую и возглавил. Дальнейшие его действия — передача наследства пергамского царя аграрной комиссии и попытка переизбрания на второй срок — были нарушением сложившихся конституционных традиций и, возможно, прямых законодательных запретов, что привело к падению его популярности и усилению оппозиции. Во время выборов трибунов на следующий год группа сенаторов и их сторонников убила Тиберия и множество его соратников.
Гай Семпроний принадлежал к римскому нобилитету. В 134—133 годах до н. э. он участвовал в Нумантийской войне в Испании. Во время трибуната старшего брата (133 год до н. э.) поддержал его планы реформ и вошёл в состав комиссии, занявшейся аграрным переделом в Италии. Тиберий Гракх вскоре был убит, а деятельность комиссии была к 129 году до н. э. свёрнута из-за противодействия врагов реформ. Гай Семпроний продолжил политическую карьеру в качестве квестора и проквестора на острове Сардиния (126—125 годы до н. э.), а в 123 году стал народным трибуном и выдвинул проект преобразований, чтобы продолжить дело брата.
В 123 г. до н. э., спустя 9 лет после гибели Тиберия Гракха, Гай Гракх был избран трибуном. Важнейшие законы Гая Гракха вели к тому, чтобы соединить против аристократии все остальные классы населения:
1. хлебный закон (lex frumentaria) о дешёвой продаже хлеба бедным гражданам, жившим в Риме;
2. дорожный закон (lex viaria) о проведении по Италии новых дорог для облегчения сношений мелких землевладельцев, появившихся благодаря аграрному закону Тиберия Гракха;
3. судебный закон (lex judiciaria), по которому в списки судей, в которые прежде заносились только сенаторы, включены были также и всадники в равном с сенаторами числе. В связи с этим законом стоит закон товарища Гракха по трибунату Ацилия Глабриона (lex repetundarium), по которому в делах о злоупотреблениях провинциальных правителей и вымогательстве судьями могли быть только всадники, а не сенаторы;
4. военным законом (lex militaris) беднякам облегчались трудности военной службы: стоимость военного обмундирования не вычиталась из солдатского жалованья[2];
5. было предложено основание новых земледельческих колоний на юге Италии (lex de coloniis deducendis).

Все эти законы должны были доставить Гаю Гракху прочное большинство в народном собрании и деятельную защиту и помощь со стороны городского пролетариата, сельского населения и всаднического сословия. Ещё двумя законами (lex de provinciis consularibus и lex de prov. Asia a censoribus locanda) прямо ограничивался произвол сената в раздаче для управления провинций.